# Indicateur de tendance centrale

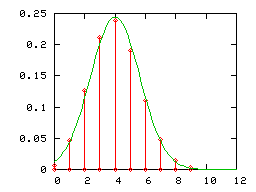
Diagramme d'une loi binomiale avec des indicateurs de tendance centrale (comme la moyenne au centre).

En statistique, un indicateur de tendance centrale est une valeur résumant une série statistique pour une variable quantitative ou ordinale. Les deux principaux sont la moyenne et la médiane, mais on trouve parfois aussi la valeur centrale (moyenne des valeurs minimale et maximale) ou le mode. Ce dernier n’étant pas nécessairement unique pour une série statistique, sa définition ne s’obtient pas directement comme une fonction des termes de la série.
Un indicateur de tendance centrale est toujours compris entre les valeurs maximale et minimale. Pour une variable numérique, il s’agit en général d’une fonction linéaire des valeurs.

## Exemples d'indicateurs
Les indicateurs suivants peuvent s'appliquer à des données unidimensionnelles. Selon les circonstances, il peut être approprié de transformer les données avant de calculer une tendance centrale, comme prendre les carrés ou les logarithmes des valeurs. Le choix de la transformation dépend fortement des données elles-mêmes.
On considère un échantillon de n valeurs {\displaystyle X=\{x_{1},x_{2},\ldots ,x_{n}\}}, et sa version ordonnée {\displaystyle {\tilde {X}}=\{x_{(1)},x_{(2)},\ldots ,x_{(n)}\}}
Espérance mathématiquela moyenne arithmétique de l'ensemble des données
{\displaystyle \mathbb {E} (X)=\mathrm {A} (X)={\frac {1}{n}}\sum _{k=1}^{n}x_{k}}
Médianela valeur médiane qui sépare l'ensemble en deux, un ensemble où toutes les valeurs sont inférieures à la médiane et un deuxième où les valeurs lui sont supérieures. Avec le mode, la médiane sont les seules mesures de tendance centrale qui peuvent être utilisées pour des données ordonnées.
{\displaystyle \mathrm {m} (X)={\begin{cases}x_{(p)}&\mathrm {si} \ n=2p+1\\{\frac {x_{(p)}+x_{(p+1)}}{2}}&\mathrm {si} \ n=2p\end{cases}}}
Modela valeur la plus fréquente du jeu de données. C'est le seul indicateur de tendance centrale qui peut être utilisée sur des données nominales
Moyenne généraliséeUne généralisation des moyennes pythagoriciennes, caractérisées par un exposant.
{\displaystyle \mathrm {A} _{q}(X)={\sqrt[{q}]{{\frac {1}{n}}\sum _{k=1}^{n}x_{k}^{q}}}}
Moyenne géométriquela racine n-ième du produit des données, pour un ensemble de n valeurs. Cette mesure ne fonctionne que si les données sont positives.
{\displaystyle \mathrm {G} (X)={\sqrt[{n}]{\prod _{k=1}^{n}x_{k}}}}
Moyenne harmoniquel'inverse de la moyenne arithmétique des inverses des données. Cette mesure n'est valide que pour des valeurs strictement positives.
{\displaystyle \mathrm {H} (X)={\frac {1}{{\frac {1}{n}}\sum _{k=1}^{n}{\frac {1}{x_{k}}}}}}
Moyenne arithmétique pondéréeune moyenne arithmétique où chaque valeur se voit associer un poids.
{\displaystyle \mathbb {E} (X)=\mathrm {A} (X)={\frac {\sum _{k=1}^{n}\omega _{k}x_{k}}{\sum _{k=1}^{n}\omega _{k}}}}
Moyenne tronquéela moyenne arithmétique de données dont une partie des données les plus faibles et les plus hautes ont été ignorées.
{\displaystyle {\frac {1}{n-2m}}\sum _{k=m}^{n-m}x_{k}}
Moyenne interquartileune moyenne tronquée sur les données contenues dans l'intervalle interquartile.
Milieu de gammela moyenne arithmétique du minimum et du maximum des valeurs.
{\displaystyle {\frac {\min X+\max X}{2}}={\frac {x_{(1)}+x_{(n)}}{2}}}
Midhinge (en)la moyenne arithmétique des premier et troisième quartiles
{\displaystyle {\frac {Q1+Q3}{2}}}
Moyenne quasi-arithmétiqueUne généralisation de la moyenne généralisée, caractérisée par une fonction continue injective.
{\displaystyle f^{-1}\left({\frac {1}{n}}\sum _{k=1}^{n}f(x_{k})\right)}
Trimoyenne de Tukeyla moyenne arithmétique pondérée de la médiane et des deux quartiles.
{\displaystyle {\frac {Q1+2Q2+Q3}{4}}}
Moyenne winsoriséeune moyenne arithmétique dans laquelle les valeurs extrêmes sont remplacées par des valeurs plus proches de la médiane.
Ces indicateurs peuvent être appliquées à des données multi-dimensionnelles, mais les résultats peuvent ne pas être invariantes par rotation.
Médiane géométriquele point minimisant la somme des distances à un ensemble de points. C'est un équivalent de la médiane pour des données unidimensionnelles mais n'est pas la médiane de chaque dimension indépendamment. Elle n'est pas invariante aux changements d'échelle selon les dimensions.
Moyenne quadratiqueutile en ingénierie, mais peu en statistiques, car l'indicateur n'est pas efficace en cas de présence de données négatives.
{\displaystyle \mathrm {Q} (X)={\sqrt {{\frac {1}{n}}\sum _{k=1}^{n}x_{k}^{2}}}}
Profondeur simpliciale (en)la probabilité qu'un simplexe choisi aléatoirement pour une distribution donnée contienne le centre donné
Médiane de Tukeyun point ayant la propriété que tout demi-espace le contenant contienne aussi de nombreux points

## Indicateur comme valeur optimale
On peut voir chaque indicateur de tendance centrale comme la valeur solution d'un problème d'optimisation de la forme :
{\displaystyle \operatorname {arg} \min d[(x_{1},...,x_{n}),m]}
Par exemple, on a les correspondances :
{\displaystyle d(x_{i},m)=\sum _{k=1}^{n}(x_{i}-m)^{2}} pour la moyenne
{\displaystyle d(x_{i},m)=\sum _{k=1}^{n}|x_{i}-m|} pour la médiane
{\displaystyle d(x_{i},m)=\max _{i}|x_{i}-m|} pour le milieu de gamme